# Le Noyer-en-Ouche
Le Noyer-en-Ouche är en kommun i departementet Eure i regionen Normandie i norra Frankrike. Kommunen ligger i kantonen Beaumesnil som tillhör arrondissementet Bernay. År 2022 hade Le Noyer-en-Ouche 206 invånare.

## Befolkningsutveckling
Antalet invånare i kommunen Le Noyer-en-Ouche
Referens:INSEE